# Speedway Grand Prix

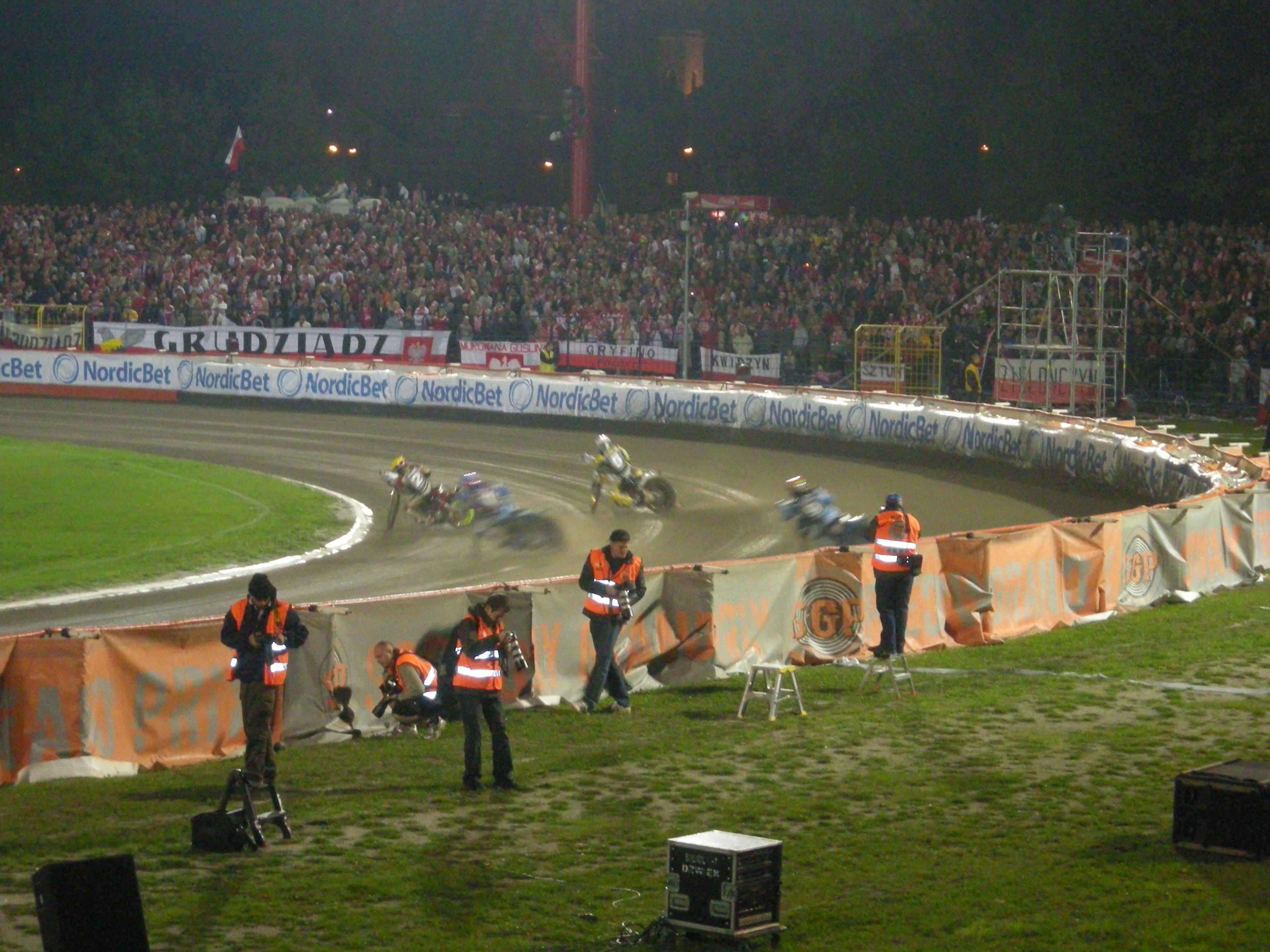
Speedway Grand Prix 2008

Le Speedway Grand Prix est une épreuve de la Fédération internationale de motocyclisme sacrant le champion du monde de speedway. La première édition de cette formule de championnat du monde fut disputée en 1995. Le championnat du monde de speedway remonte lui à 1936.
- Speedway Grand Prix 2006
- Speedway Grand Prix 2007

## Palmarès
1936-1994 (championnats du monde)
| - 1936 : Lionel Van Praag Australie - 1937 : Jack Milne États-Unis - 1938 : Bluey Wilkinson Australie - 1949 : Tommy Price Royaume-Uni - 1950 : Freddie Williams Royaume-Uni - 1951 : Jack Young Australie - 1952 : Jack Young Australie - 1953 : Freddie Williams Royaume-Uni - 1954 : Ronnie Moore Nouvelle-Zélande - 1955 : Peter Craven Royaume-Uni - 1956 : Ove Fundin Suède - 1957 : Barry Briggs Nouvelle-Zélande - 1958 : Barry Briggs Nouvelle-Zélande - 1959 : Ronnie Moore Nouvelle-Zélande - 1960 : Ove Fundin Suède - 1961 : Ove Fundin Suède - 1962 : Peter Craven Royaume-Uni - 1963 : Ove Fundin Suède - 1964 : Barry Briggs Nouvelle-Zélande - 1965 : Björn Knutsson Suède - 1966 : Barry Briggs Nouvelle-Zélande - 1967 : Ove Fundin Suède - 1968 : Ivan Mauger Nouvelle-Zélande - 1969 : Ivan Mauger Nouvelle-Zélande - 1970 : Ivan Mauger Nouvelle-Zélande | - 1971 : Ole Olsen Danemark - 1972 : Ivan Mauger Nouvelle-Zélande - 1973 : Jerzy Szczakiel Pologne - 1974 : Anders Michanek Suède - 1975 : Ole Olsen Danemark - 1976 : Peter Collins Royaume-Uni - 1977 : Ivan Mauger Nouvelle-Zélande - 1978 : Ole Olsen Danemark - 1979 : Ivan Mauger Nouvelle-Zélande - 1980 : Michael Lee Royaume-Uni - 1981 : Bruce Penhall États-Unis - 1982 : Bruce Penhall États-Unis - 1983 : Egon Müller Allemagne - 1984 : Erik Gundersen Danemark - 1985 : Erik Gundersen Danemark - 1986 : Hans Nielsen Danemark - 1987 : Hans Nielsen Danemark - 1988 : Erik Gundersen Danemark - 1989 : Hans Nielsen Danemark - 1990 : Per Jonsson Suède - 1991 : Jan O. Pedersen Danemark - 1992 : Gary Havelock Royaume-Uni - 1993 : Sam Ermolenko États-Unis - 1994 : Tony Rickardsson Suède |

1995-2022 (Speedway Grand Prix)
| - 1995 : Hans Nielsen Danemark - 1996 : Billy Hamill États-Unis - 1997 : Greg Hancock États-Unis - 1998 : Tony Rickardsson Suède - 1999 : Tony Rickardsson Suède - 2000 : Mark Loram Royaume-Uni - 2001 : Tony Rickardsson Suède - 2002 : Tony Rickardsson Suède - 2003 : Nicki Pedersen Danemark - 2004 : Jason Crump Australie - 2005 : Tony Rickardsson Suède - 2006 : Jason Crump Australie - 2007 : Nicki Pedersen Danemark - 2008 : Nicki Pedersen Danemark | - 2009 : Jason Crump Australie - 2010 : Tomasz Gollob Pologne - 2011 : Greg Hancock États-Unis - 2012 : Chris Holder Australie - 2013 : Tai Woffinden Angleterre - 2014 : Greg Hancock États-Unis - 2015 : Tai Woffinden Angleterre - 2016 : Greg Hancock États-Unis - 2017 : Jason Doyle Australie - 2018 : Tai Woffinden Angleterre - 2019 : Bartosz Zmarzlik Pologne - 2020 : Bartosz Zmarzlik Pologne - 2021 : Artem Laguta Russie - 2022 : Bartosz Zmarzlik Pologne |